# Уран (планета)
Ура́н — планета Солнечной системы, седьмая по удалённости от Солнца, третья по диаметру и четвёртая по массе. Была открыта в 1781 году английским астрономом Уильямом Гершелем и названа в честь греческого бога неба Урана.
Уран стал первой планетой, обнаруженной в Новое время и при помощи телескопа. Его открыл Уильям Гершель 13 марта 1781 года, тем самым впервые со времён античности расширив границы Солнечной системы в глазах человека. Несмотря на то, что порой Уран различим невооружённым глазом, более ранние наблюдатели принимали его за тусклую звезду.
В отличие от газовых гигантов — Сатурна и Юпитера, состоящих в основном из водорода и гелия, в недрах Урана и схожего с ним Нептуна отсутствует металлический водород, но зато много льда в его высокотемпературных модификациях. По этой причине специалисты выделили эти две планеты в отдельную категорию «ледяных гигантов». Основу атмосферы Урана составляют водород и гелий. Кроме того, в ней обнаружены следы метана и других углеводородов, а также облака изо льда, твёрдого аммиака и водорода. Это самая холодная планетарная атмосфера Солнечной системы с минимальной температурой в 49 К (−224 °C). Полагают, что Уран имеет сложное слоистое строение облаков, где вода составляет нижний слой, а метан — верхний. Недра Урана состоят в основном изо льдов и горных пород.
Так же как у газовых гигантов Солнечной системы, у Урана имеется система колец и магнитосфера, а кроме того, 28 спутников. Ориентация Урана в пространстве отличается от остальных планет Солнечной системы — его ось вращения лежит как бы «на боку» относительно плоскости обращения этой планеты вокруг Солнца. Вследствие этого планета бывает обращена к Солнцу попеременно то северным полюсом, то южным, то экватором, то средними широтами.
В 1986 году американский космический аппарат «Вояджер-2» передал на Землю снимки Урана с близкого расстояния. На них видна «невыразительная» в видимом спектре планета без облачных полос и атмосферных штормов, характерных для других планет-гигантов. Однако в настоящее время наземными наблюдениями удалось различить признаки сезонных изменений и увеличения погодной активности на планете, вызванных приближением Урана к точке своего равноденствия. Скорость ветров на Уране может достигать 250 м/с (900 км/ч).

## Открытие планеты
Люди наблюдали Уран ещё до Уильяма Гершеля, но обычно принимали его за звезду. Самое раннее из известных наблюдений принадлежит древнегреческому астроному Гиппарху, который в 128 году до н. э., возможно, записал Уран как звезду для своего каталога, который позднее был включен в «Альмагест» Птолемея. Наиболее ранним задокументированным свидетельством этого факта следует считать записи английского физика-астронома Джона Флемстида, который наблюдал его в 1690 году по крайней мере 6 раз и зарегистрировал как звезду 34 в созвездии Тельца. С 1750 года по 1769 год французский астроном Пьер Шарль ле Моньер наблюдал Уран 12 раз. Всего Уран до 1781 года наблюдался 21 раз.

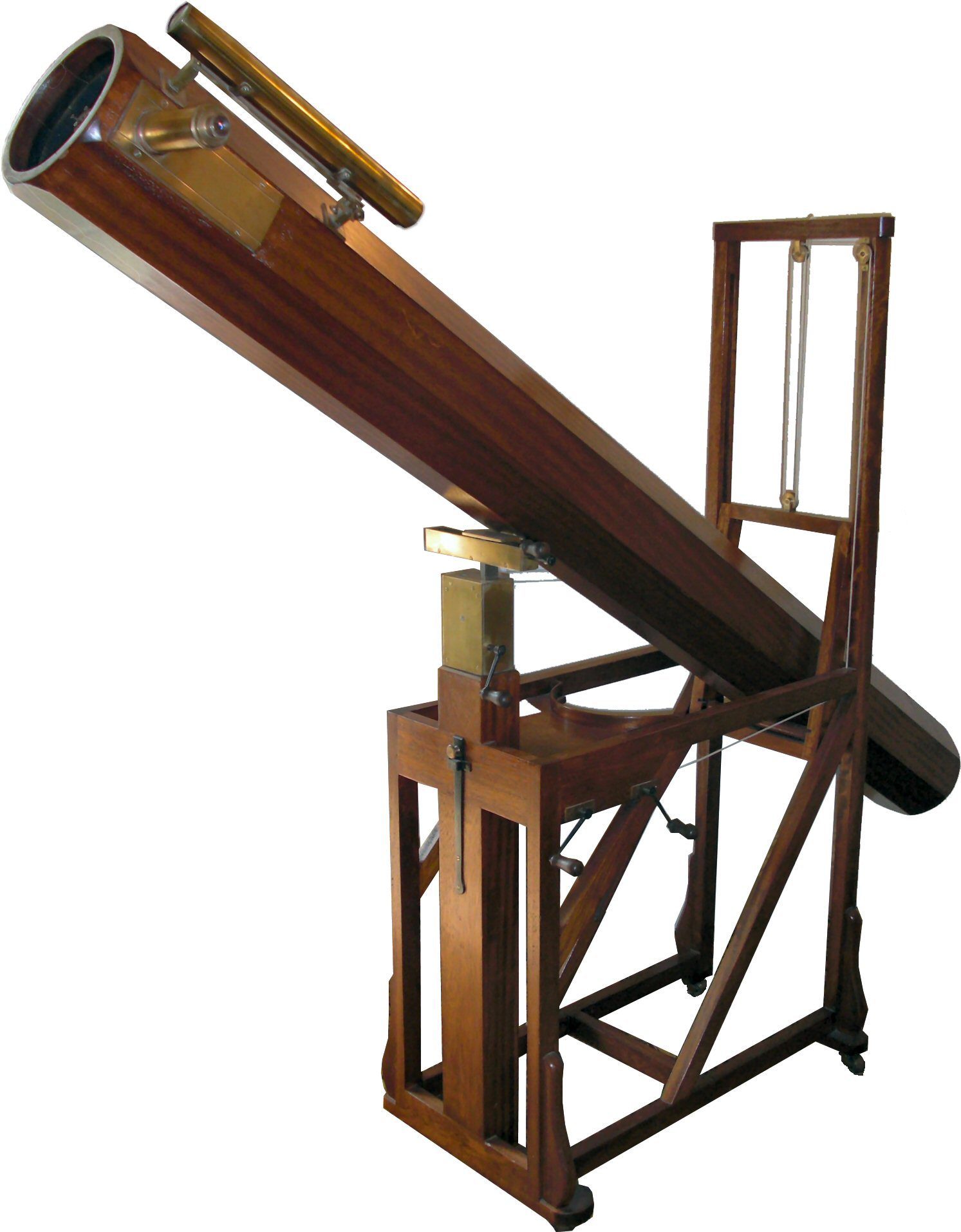
Модель телескопа, с помощью которого Гершель открыл Уран. Находится в музее Уильяма Гершеля, в городе Бат (Англия)

Во время открытия Гершель участвовал в наблюдениях параллакса звёзд, используя телескоп своей собственной конструкции, и 13 марта 1781 года впервые увидел эту планету из сада своего дома № 19 на Нью Кинг стрит (город Бат, графство Сомерсет в Великобритании), сделав следующую запись в своём журнале:

В квартиле рядом с ζ Тельца… Или туманная звезда, или, возможно, комета.
Оригинальный текст (англ.)In the quartile near ζ Tauri … either nebulous star or perhaps a comet.

17 марта в журнале появилась другая запись:

Я искал комету или туманную звезду, и оказалось, что это комета, поскольку она поменяла положение.
Оригинальный текст (англ.)I looked for the Comet or Nebulous Star and found that it is a Comet, for it has changed its place.

22 марта его письмо к сэру Уильяму Уотсону было впервые прочитано в Королевском обществе. Затем последовало ещё три письма (29 марта, 5 апреля и 26 апреля), в которых он, продолжая упоминать о том, что обнаружил комету, сравнивал вновь открытый объект с планетами:

В первый раз я наблюдал эту комету с увеличением в 227 раз. Мой опыт показывает, что диаметр звёзд, в отличие от планет, не изменяется пропорционально при использовании линз с большей силой увеличения; поэтому я использовал линзы с увеличением 460 и 932 и обнаружил, что размер кометы увеличивался пропорционально изменению силы оптического увеличения, давая повод предположить, что это не звезда, так как размеры взятых для сравнения звёзд не изменялись. Более того, при большем увеличении, чем позволяла её яркость, комета становилась размытой, плохо различимой, тогда как звёзды оставались яркими и чёткими — как я и знал на основании проведённых мной тысяч наблюдений. Повторное наблюдение подтвердило мои предположения: это действительно была комета.
Оригинальный текст (англ.)The power I had on when I first saw the comet was 227. From experience I know that the diameters of the fixed stars are not proportionally magnified with higher powers, as planets are; therefore I now put the powers at 460 and 932, and found that the diameter of the comet increased in proportion to the power, as it ought to be, on the supposition of its not being a fixed star, while the diameters of the stars to which I compared it were not increased in the same ratio. Moreover, the comet being magnified much beyond what its light would admit of, appeared hazy and ill-defined with these great powers, while the stars preserved that lustre and distinctness which from many thousand observations I knew they would retain. The sequel has shown that my surmises were well-founded, this proving to be the Comet we have lately observed.

23 апреля Гершель получил ответ от Королевского астронома Невила Маскелайна, который звучал следующим образом:

Я не знаю, как это назвать. Это может быть как обычной планетой, вращающейся вокруг Солнца по почти круговой орбите, так и кометой, движущейся по очень вытянутому эллипсу. Я пока не заметил ни головы, ни кометного хвоста.
Оригинальный текст (англ.)I don't know what to call it. It is as likely to be a regular planet moving in an orbit nearly circular to the sun as a Comet moving in a very eccentric ellipse. I have not yet seen any coma or tail to it.

В то время как Гершель ещё продолжал осторожно описывать объект как комету, другие астрономы заподозрили, что это какой-то другой объект. Российский астроном Андрей Иванович Лексель установил, что расстояние от Земли до объекта превышает расстояние от Земли до Солнца (астрономическую единицу) в 18 раз и отметил, что нет ни одной кометы с перигелийным расстоянием более 4 астрономических единиц (в настоящее время такие объекты известны). Берлинский астроном Иоганн Боде описал объект, открытый Гершелем, как «движущуюся звезду, которую можно считать подобной планете, обращающуюся по кругу вне орбиты Сатурна», и сделал вывод, что эта орбита более похожа на планетарную, нежели чем на кометную.
Вскоре стало очевидным, что объект действительно является планетой. В 1783 году Гершель сам сообщил о признании этого факта президенту Королевского общества Джозефу Банксу:

Наблюдения самых выдающихся астрономов Европы доказали, что новая звезда, которую я имел честь указать им в марте 1781 года, является планетой нашей Солнечной системы.
Оригинальный текст (англ.)By the observation of the most eminent Astronomers in Europe it appears that the new star, which I had the honour of pointing out to them in March 1781, is a Primary Planet of our Solar System.

За свои заслуги Гершель был награждён королём Георгом III пожизненной стипендией в 200 фунтов стерлингов, при условии, что он переедет в Виндзор, дабы у королевской семьи была возможность посмотреть в его телескоп.

### Название

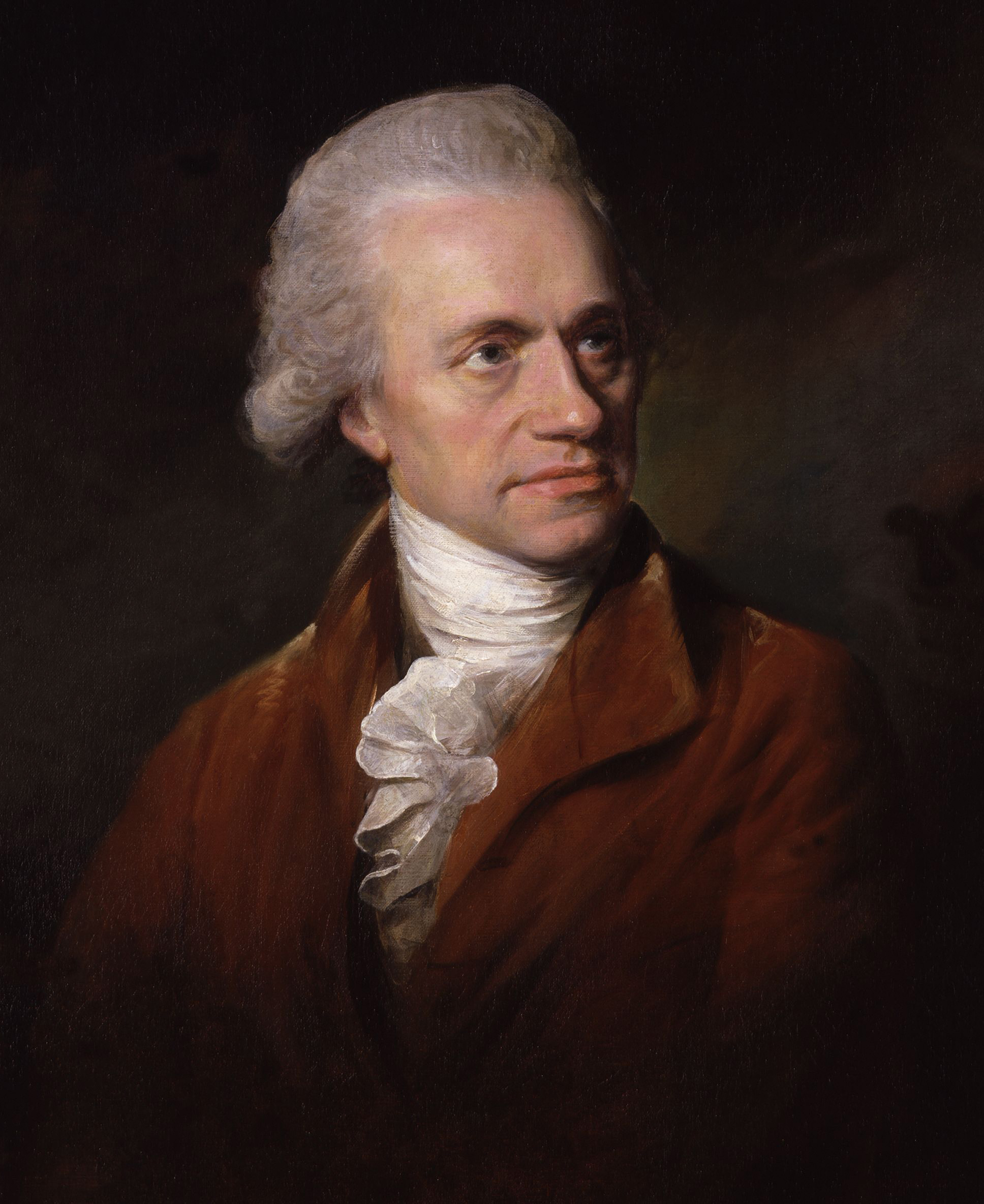
Уильям Гершель — первооткрыватель Урана

Невил Маскелайн написал Гершелю письмо, в котором попросил его сделать одолжение астрономическому сообществу и дать название планете, открытие которой — целиком заслуга этого астронома. В ответ Гершель предложил назвать планету «Georgium Sidus» (с латыни «Звезда Георга»), или планетой Георга в честь короля Георга III. Своё решение он мотивировал в письме к Джозефу Банксу:

В великолепной древности планетам давали имена Меркурия, Венеры, Марса, Юпитера и Сатурна в честь мифических героев и божеств. В наше просвещённое философское время было бы странно вернуться к этой традиции и назвать недавно открытое небесное тело Юноной, Палладой, Аполлоном или Минервой. При обсуждении любого происшествия или примечательного события первым делом мы рассматриваем, когда именно оно произошло. Если в будущем кто-то задастся вопросом, когда была обнаружена эта планета, хорошим ответом на этот вопрос было бы: «В царствование Георга III».
Оригинальный текст (англ.)In the fabulous ages of ancient times the appellations of Mercury, Venus, Mars, Jupiter and Saturn were given to the Planets, as being the names of their principal heroes and divinities. In the present more philosophical era it would hardly be allowable to have recourse to the same method and call it Juno, Pallas, Apollo or Minerva, for a name to our new heavenly body. The first consideration of any particular event, or remarkable incident, seems to be its chronology: if in any future age it should be asked, when this last-found Planet was discovered? It would be a very satisfactory answer to say, 'In the reign of King George the Third.'

Французский астроном Жозеф Лаланд предложил назвать планету в честь её первооткрывателя — «Гершелем». Предлагались и другие названия: например, Кибела, по имени, которое в античной мифологии носила жена бога Сатурна. Немецкий астроном Иоганн Боде первым из учёных выдвинул предложение именовать планету Ураном, в честь бога неба из греческого пантеона. Он мотивировал это тем, что «так как Сатурн был отцом Юпитера, то новую планету следует назвать в честь отца Сатурна». Наиболее раннее официальное именование планеты Ураном встречается в научной работе 1823 года, уже через год после смерти Гершеля. Прежнее название «Georgium Sidus» или «Георг» встречалось уже нечасто, хотя в Великобритании оно и использовалось в течение почти 70 лет. Окончательно же Ураном планета стала называться только после того, как издательство Морского альманаха Его Величества «HM Nautical Almanac Office» в 1850 году само закрепило это название в своих списках.
Уран — единственная большая планета, название которой происходит не из римской, а из греческой мифологии. Прилагательным, производным от слова «Уран», считается слово «уранианский». Астрономический символ «», обозначающий Уран, является гибридом символов Марса и Солнца. Причиной этого называется то, что в древнегреческой мифологии Уран-небо находится в объединённой власти Солнца и Марса. Астрологический символ Урана , предложенный Лаландом в 1784 году, сам Лаланд объяснял в письме к Гершелю следующим образом:

Это земной шар, увенчанный первой буквой Вашего имени.
Оригинальный текст (фр.)un globe surmonté par la première lettre de votre nom.

В китайском, японском, вьетнамском и корейском языках название планеты переводится буквально как «Звезда/Планета Небесного Царя».

## Орбита и вращение

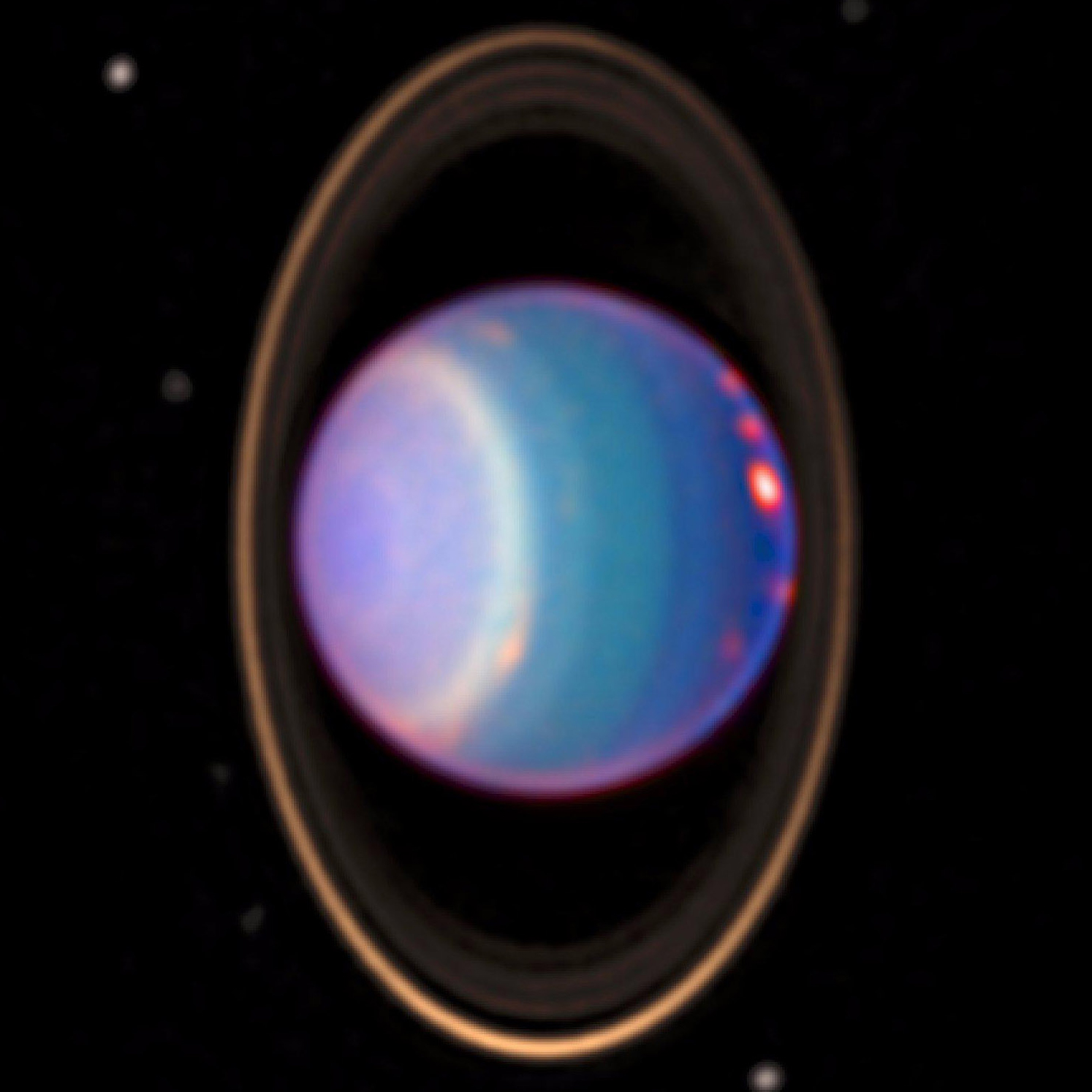
Уран — его кольца и спутники

Средняя удалённость планеты от Солнца составляет 19,1914 а.е. (2,8 млрд км). Период полного обращения Урана вокруг Солнца составляет 84 земных года. Расстояние между Ураном и Землёй меняется от 2,6 до 3,15 млрд км. Большая полуось орбиты равна 19,229 а.е., или около 3 млрд км. Интенсивность солнечного излучения на таком расстоянии составляет 1/400 от значения на орбите Земли. Впервые элементы орбиты Урана были вычислены в 1783 году французским астрономом Пьером-Симоном Лапласом, однако со временем были выявлены несоответствия расчётных и наблюдаемых положений планеты. В 1841 году британец Джон Кауч Адамс первым предположил, что ошибки в расчётах вызваны гравитационным воздействием ещё не открытой планеты. В 1845 году французский математик Урбен Леверье начал независимую работу по вычислению элементов орбиты Урана, а 23 сентября 1846 года Иоганн Готфрид Галле обнаружил новую планету, позже названную Нептуном, почти на том же месте, которое предсказал Леверье. Период вращения Урана вокруг своей оси составляет 17 часов 14 минут. Однако, как и на других планетах-гигантах, в верхних слоях атмосферы Урана дуют очень сильные ветры в направлении вращения, достигающие скорости 240 м/c. Таким образом, вблизи 60° южной широты некоторые видимые атмосферные детали делают оборот вокруг планеты всего за 14 часов.

### Наклон оси вращения
Плоскость экватора Урана наклонена к плоскости его орбиты под углом 97,86° — то есть планета вращается ретроградно, «лёжа на боку слегка вниз головой». Это приводит к тому, что смена времён года происходит совсем не так, как на других планетах Солнечной системы. Если другие планеты можно сравнить с вращающимися волчками, то Уран больше похож на катящийся шар. Такое аномальное вращение обычно объясняют столкновением Урана с большой планетезималью на раннем этапе его формирования. В моменты солнцестояний один из полюсов планеты оказывается направленным на Солнце. Только узкая полоска около экватора испытывает быструю смену дня и ночи; при этом Солнце там расположено очень низко над горизонтом — как в земных полярных широтах. Через полгода (уранианского) ситуация меняется на противоположную: «полярный день» наступает в другом полушарии. Каждый полюс 42 земных года находится в темноте — и ещё 42 года под светом Солнца. В моменты равноденствия Солнце стоит «перед» экватором Урана, что даёт такую же смену дня и ночи, как на других планетах. Очередное равноденствие на Уране наступило 7 декабря 2007 года.
| Северное полушарие     | Год        | Южное полушарие        |
| ---------------------- | ---------- | ---------------------- |
| Зимнее солнцестояние   | 1902, 1986 | Летнее солнцестояние   |
| Весеннее равноденствие | 1923, 2007 | Осеннее равноденствие  |
| Летнее солнцестояние   | 1944, 2028 | Зимнее солнцестояние   |
| Осеннее равноденствие  | 1965, 2049 | Весеннее равноденствие |

Благодаря такому наклону оси полярные области Урана получают в течение года больше энергии от Солнца, чем экваториальные. Однако Уран теплее в экваториальных районах, чем в полярных. Механизм, вызывающий такое перераспределение энергии, пока остаётся неизвестным.
Объяснения необычного положения оси вращения Урана также пока остаются в области гипотез, хотя обычно считается, что во время формирования Солнечной системы протопланета размером примерно с Землю врезалась в Уран и изменила его ось вращения. Многие учёные не согласны с данной гипотезой, так как она не может объяснить, почему ни одна из лун Урана не обладает такой же наклонной орбитой. Была предложена гипотеза, что ось вращения планеты за миллионы лет раскачал крупный спутник, впоследствии утерянный.
Астрономы Мэрилендского университета в США предложили объяснение, почему Уран вращается вокруг своей оси по часовой стрелке под углом в 98 градусов. Причиной аномалии может быть наличие в прошлом гигантской кольцевой системы.
Во время первого посещения Урана «Вояджером-2» в 1986 году южный полюс Урана был обращён к Солнцу. Этот полюс называется «южным». Согласно определению, одобренному Международным астрономическим союзом южный полюс — тот, который находится с определённой стороны плоскости Солнечной системы (независимо от направления вращения планеты). Иногда используют другое соглашение, согласно которому направление на север определяется исходя из направления вращения по правилу правой руки. По такому определению полюс, который был освещённым в 1986 году, не южный, а северный. Астроном Патрик Мур прокомментировал эту проблему следующим лаконичным образом: «Выбирайте любой».

### Видимость
С 1995 по 2006 год видимая звёздная величина Урана колебалась между +5,6m и +5,9m, то есть планета была видна невооружённым глазом на пределе его возможностей (приблизительно +6,0m). Угловой диаметр планеты был в промежутке между 3,4 и 3,7 угловыми секундами (для сравнения: Сатурн: 16—20 угловых секунд, Юпитер: 32—45 угловых секунд). При чистом тёмном небе Уран в противостоянии виден невооружённым глазом, а с биноклем его можно наблюдать даже в городских условиях. В большие любительские телескопы с диаметром объектива от 15 до 23 см Уран виден как бледно-голубой диск с явно выраженным потемнением к краю. В более крупные телескопы с диаметром объектива более 25 см можно различить облака и увидеть крупные спутники (Титанию и Оберон).

## Физические характеристики

### Внутренняя структура

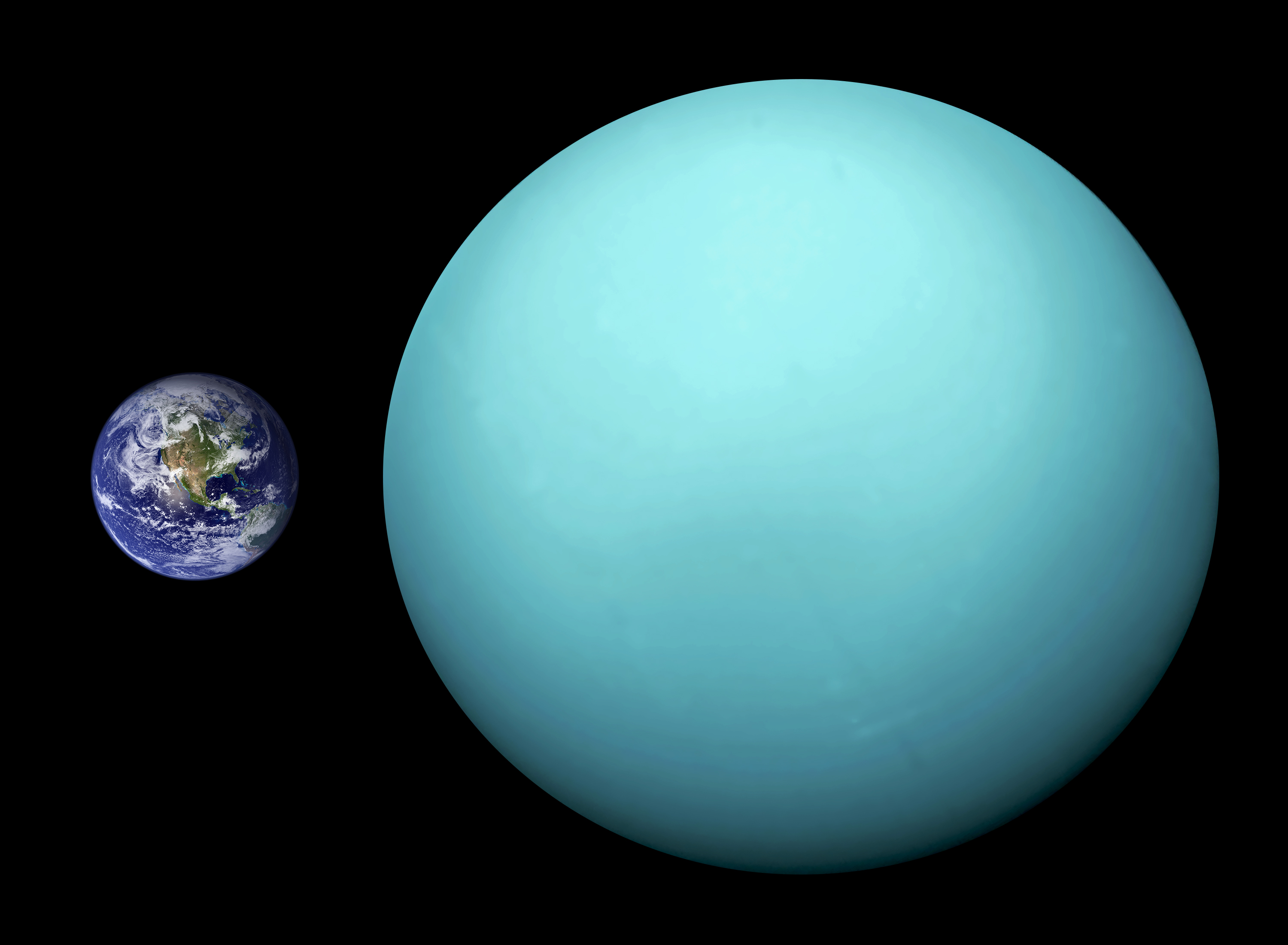
Сопоставление размеров Земли и Урана

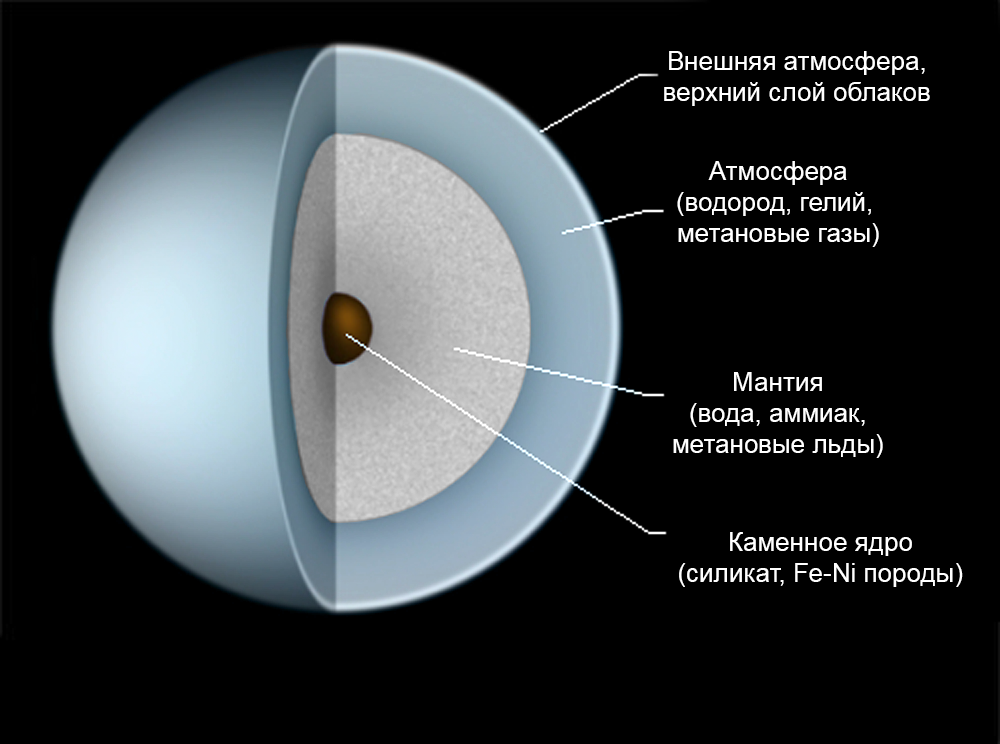
Внутреннее строение Урана

Уран — наименее массивная из планет-гигантов Солнечной системы, он тяжелее Земли в 14,5 раза, превосходя её по размерам примерно в 4 раза. Плотность Урана, равная 1,27 г/см3, ставит его на второе после Сатурна место среди наименее плотных планет Солнечной системы. Несмотря на то, что радиус Урана немного больше радиуса Нептуна, его масса несколько меньше, что свидетельствует в пользу гипотезы, согласно которой он состоит в основном из различных льдов — водного, аммиачного и метанового. Их масса, по разным оценкам, составляет от 9,3 до 13,5 земных масс. Водород и гелий составляют лишь малую часть от общей массы (между 0,5 и 1,5 земных масс); оставшаяся доля (0,5—3,7 земных масс) приходится на горные породы (которые, как полагают, составляют ядро планеты).
Стандартная модель Урана предполагает, что Уран состоит из трёх частей: в центре — каменное ядро, в середине — ледяная оболочка, снаружи — водородно-гелиевая атмосфера. Ядро является относительно маленьким, с массой приблизительно от 0,55 до 3,7 земных масс и с радиусом в 20 % от радиуса всей планеты. Мантия (льды) составляет бо́льшую часть планеты (60 % от общего радиуса, до 13,5 земных масс). Атмосфера при массе, составляющей всего 0,5 земных масс (или, по другим оценкам, 1,5 земной массы), простирается на 20 % радиуса Урана. В центре Урана плотность должна повышаться до 9 г/см3, давление должно достигать 8 млн бар (800 ГПа) при температуре в 5000 К. Ледяная оболочка фактически не является ледяной в общепринятом смысле этого слова, так как состоит из горячей и плотной жидкости, являющейся смесью воды, аммиака и метана. Эту жидкость, обладающую высокой электропроводностью, иногда называют «океаном водного аммиака». Состав Урана и Нептуна сильно отличается от состава Юпитера и Сатурна благодаря «льдам», преобладающим над газами, оправдывая помещение Урана и Нептуна в категорию ледяных гигантов.
Несмотря на то, что описанная выше модель наиболее распространена, она не является единственной. На основании наблюдений можно также построить и другие модели — например, в случае если существенное количество водородного и скального материала смешивается в ледяной мантии, то общая масса льдов будет ниже, и соответственно, полная масса водорода и скального материала — выше. В настоящее время доступные данные не позволяют определить, какая модель правильней. Жидкая внутренняя структура означает, что у Урана нет никакой твёрдой поверхности, так как газообразная атмосфера плавно переходит в жидкие слои. Однако ради удобства за «поверхность» было решено условно принять сплющенный сфероид вращения, где давление равно 1 бару. Экваториальный и полярный радиус этого сплющенного сфероида составляют 25 559 ± 4 и 24 973 ± 20 км. Далее в статье эта величина и будет приниматься за нулевой отсчёт для шкалы высот Урана.

### Внутреннее тепло
Внутреннее тепло Урана значительно меньше, чем у других планет-гигантов Солнечной системы. Тепловой поток планеты очень низкий, и причина этого сейчас неизвестна. Нептун, схожий с Ураном размерами и составом, излучает в космос в 2,61 раза больше тепловой энергии, чем получает от Солнца. У Урана же избыток теплового излучения очень мал, если вообще есть. Тепловой поток от Урана равен 0,042—0,047 Вт/м2, и эта величина меньше, чем у Земли (~0,075 Вт/м2). Измерения в дальней инфракрасной части спектра показали, что Уран излучает лишь 1,06 ± 0,08 (98—114 %) энергии от той, что получает от Солнца. По другой оценке, тепловой поток от Урана равен 0,078 ± 0,018 Вт/м2. Получаемый Ураном поток солнечного излучения меняется примерно на 16,8% — с 1,01 Вт/м² в перигелии (1966 год) до примерно 0,84 Вт/м² в афелии (2009). Отношение внутреннего теплового потока к поглощённой солнечной энергии (12,52%) у Урана значительно ниже, чем у Юпитера (113%), Сатурна (139%) и Нептуна (162%).
Самая низкая температура, зарегистрированная в тропопаузе Урана, составляет 49 К (−224 °C), что делает планету самой холодной из всех планет Солнечной системы — даже более холодной, чем Нептун.
Существуют две гипотезы, пытающиеся объяснить этот феномен. Первая из них утверждает, что предположительное столкновение протопланеты с Ураном во время формирования Солнечной системы, которое вызвало большой наклон его оси вращения, привело к рассеянию исходно имевшегося тепла. Вторая гипотеза гласит, что в верхних слоях Урана есть некая прослойка, препятствующая тому, чтобы тепло от ядра достигало верхних слоёв. Например, если соседние слои имеют различный состав, конвективный перенос тепла от ядра вверх может быть затруднён.
Отсутствие избыточного теплового излучения планеты значительно затрудняет определение температуры её недр, однако если предположить, что температурные условия внутри Урана близки к характерным для других планет-гигантов, то там возможно существование жидкой воды и, следовательно, Уран может входить в число планет Солнечной системы, где возможно существование жизни.

### Кольца Урана

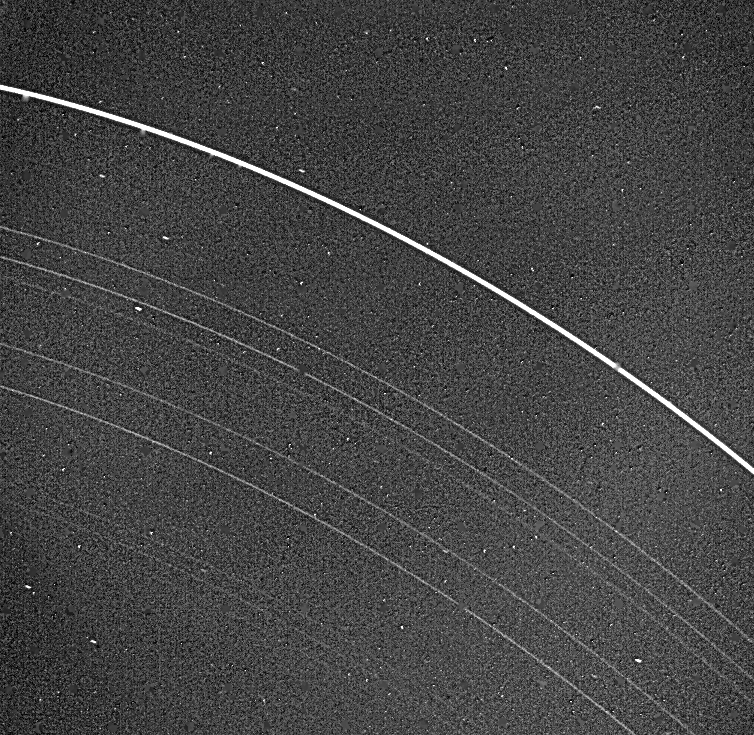
Внутренние кольца Урана. Яркое внешнее кольцо — кольцо ε, также видны восемь других колец

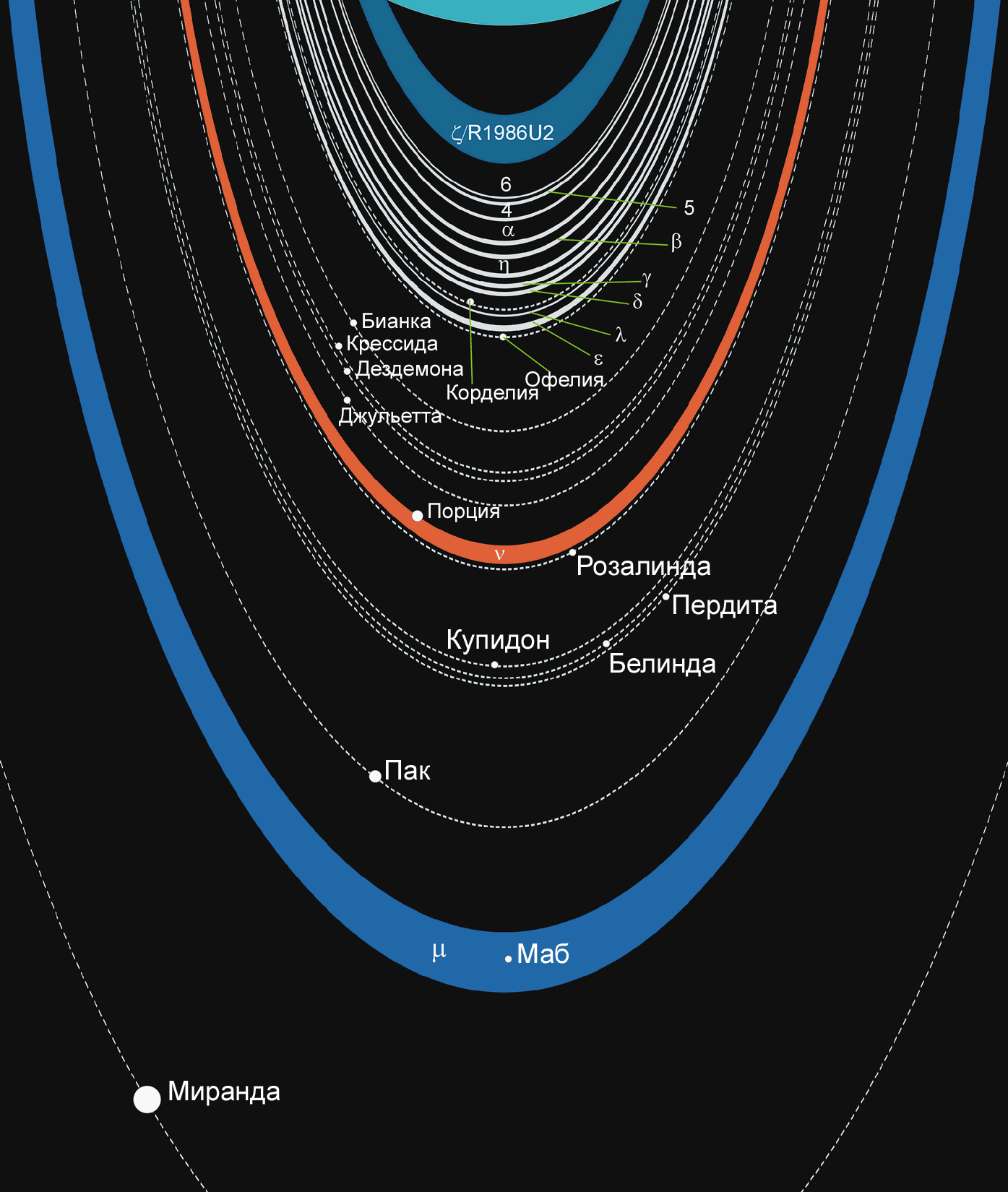
Схема колец Урана

У Урана есть слабо выраженная система колец, состоящая из очень тёмных частиц диаметром от микрометров до долей метра. Это — вторая кольцевая система, обнаруженная в Солнечной системе (первой была система колец Сатурна). На данный момент у Урана известно 13 колец, самым ярким из которых является кольцо ε (эпсилон). Кольца Урана, вероятно, весьма молоды — на это указывают промежутки между ними, а также различия в их прозрачности. Это говорит о том, что кольца сформировались не вместе с планетой. Возможно, ранее кольца были одним из спутников Урана, который разрушился либо при столкновении с неким небесным телом, либо под действием приливных сил.
В 1789 году Уильям Гершель утверждал, что видел кольца, однако это сообщение выглядит сомнительным, поскольку ещё в течение двух веков после этого другие астрономы не могли их обнаружить. Наличие системы колец у Урана было подтверждено официально лишь 10 марта 1977 года американскими учёными Джеймсом Л. Элиотом (James L. Elliot), Эдвардом В. Данемом (Edward W. Dunham) и Дагласом Дж. Минком (Douglas J. Mink), использовавшими бортовую обсерваторию Койпера. Открытие было сделано случайно — группа первооткрывателей планировала провести наблюдения атмосферы Урана при покрытии Ураном звезды SAO 158687. Однако, анализируя полученную информацию, они обнаружили ослабление звезды ещё до её покрытия Ураном, причём произошло это несколько раз подряд. В результате было открыто 9 колец Урана. Когда в окрестности Урана прибыл космический аппарат «Вояджер-2», при помощи бортовой оптики удалось обнаружить ещё 2 кольца, тем самым увеличив общее число известных колец до 11. В декабре 2005 года космический телескоп «Хаббл» позволил открыть ещё 2 ранее неизвестных кольца. Они удалены на расстояние в два раза большее, чем ранее открытые кольца, и поэтому их ещё часто называют «внешней системой колец Урана». Кроме колец, «Хаббл» также помог открыть два ранее неизвестных небольших спутника, орбита одного из которых (Маб) совпадает с самым дальним кольцом. С учётом последних двух колец общее количество колец Урана составляет 13. В апреле 2006 года изображения новых колец, полученные обсерваторией Кека на Гавайских островах, позволили различить цвета внешних колец. Одно из них было красным, а другое (самое внешнее) — синим. Предполагают, что синий цвет внешнего кольца обусловлен тем, что оно состоит из мелких частиц водяного льда с поверхности Маб. Внутренние кольца планеты выглядят серыми.
В работах первооткрывателя Урана Уильяма Гершеля первое упоминание о кольцах встречается в записи от 22 февраля 1789 года. В примечаниях к наблюдениям он отметил, что предполагает у Урана наличие колец. Гершель также заподозрил их красный цвет (что было подтверждено в 2006 году наблюдениями обсерватории Кека для предпоследнего кольца). Примечания Гершеля попали в Журнал Королевского общества в 1797 году. Однако впоследствии, на протяжении почти двух столетий — с 1797 по 1979 год, — кольца в литературе не упоминаются вовсе, что, конечно, даёт право подозревать ошибку учёного. Тем не менее, достаточно точные описания увиденного Гершелем не дают повода просто так сбрасывать со счетов его наблюдения.
Когда Земля пересекает плоскость колец Урана, они видны с ребра. Такое было, например, в 2007—2008 годах.

### Магнитосфера

Магнитосфера Урана, исследованная Вояджером-2 в 1986 году

До начала исследований с помощью «Вояджера-2» никаких измерений магнитного поля Урана не проводилось. Перед прибытием аппарата к орбите Урана в 1986 году предполагалось, что оно будет соответствовать направлению солнечного ветра. В этом случае геомагнитные полюса должны были бы совпадать с географическими, которые лежат в плоскости эклиптики. Измерения «Вояджера-2» позволили обнаружить у Урана весьма специфическое магнитное поле, которое не направлено из геометрического центра планеты и наклонено на 59 градусов относительно оси вращения. Фактически магнитный диполь смещён от центра планеты к южному полюсу примерно на 1/3 от радиуса планеты. Эта необычная геометрия приводит к очень асимметричному магнитному полю, где напряжённость на поверхности в южном полушарии может составлять 0,1 гаусса, тогда как в северном полушарии может достигать 1,1 гаусса. В среднем по планете этот показатель равен 0,23 гауссам (для сравнения, магнитное поле Земли одинаково в обоих полушариях, и магнитный экватор примерно соответствует «физическому экватору»). Дипольный момент Урана превосходит земной в 50 раз. Кроме Урана, аналогичное смещённое и «накренившееся» магнитное поле также наблюдается и у Нептуна — в связи с этим предполагают, что такая конфигурация является характерной для ледяных гигантов. Одна из теорий объясняет данный феномен тем обстоятельством, что магнитное поле у планет земной группы и других планет-гигантов генерируется в центральном ядре, а магнитное поле у «ледяных гигантов» формируется на относительно малых глубинах: например, в океане жидкого аммиака, в тонкой конвективной оболочке, окружающей жидкую внутреннюю часть, имеющую стабильную слоистую структуру.
Тем не менее, по общему строению магнитосферы Уран схож с другими планетами Солнечной системы. Есть головная ударная волна, которая расположена на расстоянии от Урана в 23 его радиуса, и магнитопауза (на расстоянии 18 радиусов Урана). Имеются развитые магнитный хвост и радиационные пояса. В целом Уран по структуре магнитосферы отличается от Юпитера и больше напоминает Сатурн. Магнитный хвост Урана тянется за планетой на миллионы километров и вращением планеты искривлён «в штопор». Магнитосфера Урана содержит заряженные частицы: протоны, электроны и небольшое количество ионов H2+. Никаких более тяжёлых ионов в ходе исследований обнаружено не было. Многие из этих частиц наверняка берутся из горячей термосферы Урана. Энергии ионов и электронов могут достигать 4 и 1,2 мегаэлектронвольт (МэВ) соответственно. Плотность низкоэнергетических ионов (то есть ионов с энергией менее 0,001 МэВ) во внутренней магнитосфере — около 2 ионов на кубический сантиметр. Важную роль в магнитосфере Урана играют его спутники, образующие большие полости в магнитном поле. Поток частиц достаточно высок, чтобы вызвать затемнение поверхности лун за время порядка 100 000 лет. Это может быть причиной тёмной окраски спутников и частиц колец Урана. На Уране хорошо развиты полярные сияния, которые видны как яркие дуги вокруг обоих полярных полюсов. Однако, в отличие от Юпитера, на Уране полярные сияния не значимы для энергетического баланса термосферы.

## Климат

### Атмосфера
Хотя Уран и не имеет твёрдой поверхности в привычном понимании этого слова, наиболее удалённую часть газообразной оболочки принято называть его атмосферой. Полагается, что атмосфера Урана начинается на расстоянии в 300 км от внешнего слоя при давлении в 100 бар и температуре в 320 K. «Атмосферная корона» простирается на расстояние, в 2 раза превышающее радиус от «поверхности» с давлением в 1 бар. Атмосферу условно можно разделить на 3 части: тропосфера (от −300 до 50 км; давление составляет 100—0,1 бар), стратосфера (50—4000 км; давление составляет 0,1—10−10 бар) и термосфера/атмосферная корона (4000—50 000 км от поверхности). Мезосфера у Урана отсутствует.

### Состав атмосферы
Состав атмосферы Урана заметно отличается от состава остальных частей планеты благодаря высокому содержанию гелия и молекулярного водорода. Мольная доля гелия (то есть отношение количества атомов гелия к количеству всех атомов и молекул) в верхней тропосфере равна 0,15 ± 0,03 и соответствует массовой доле 0,26 ± 0,05. Это значение очень близко к протозвёздной массовой доле гелия (0,275 ± 0,01). Гелий не локализован в центре планеты, что характерно для других газовых гигантов. Третья составляющая атмосферы Урана — метан (CH4). Метан обладает хорошо видимыми полосами поглощения в видимом и ближнем инфракрасном спектре. Он составляет 2,3 % по числу молекул (на уровне давления в 1,3 бара). Это соотношение значительно снижается с высотой из-за того, что чрезвычайно низкая температура заставляет метан «вымерзать». Присутствие метана, поглощающего свет красной части спектра, придаёт планете её зелёно-голубой цвет. Распространённость менее летучих соединений, таких как аммиак, вода и сероводород, в глубине атмосферы известна плохо. Кроме того, в верхних слоях Урана обнаружены следы этана (C2H6), метилацетилена (CH3C2H) и диацетилена (C2HC2H). Эти углеводороды, как предполагают, являются продуктом фотолиза метана солнечной ультрафиолетовой радиацией. Спектроскопия также обнаружила следы водяного пара, угарного и углекислого газов. Вероятно, они попадают на Уран из внешних источников (например, из пролетающих мимо комет).

### Тропосфера

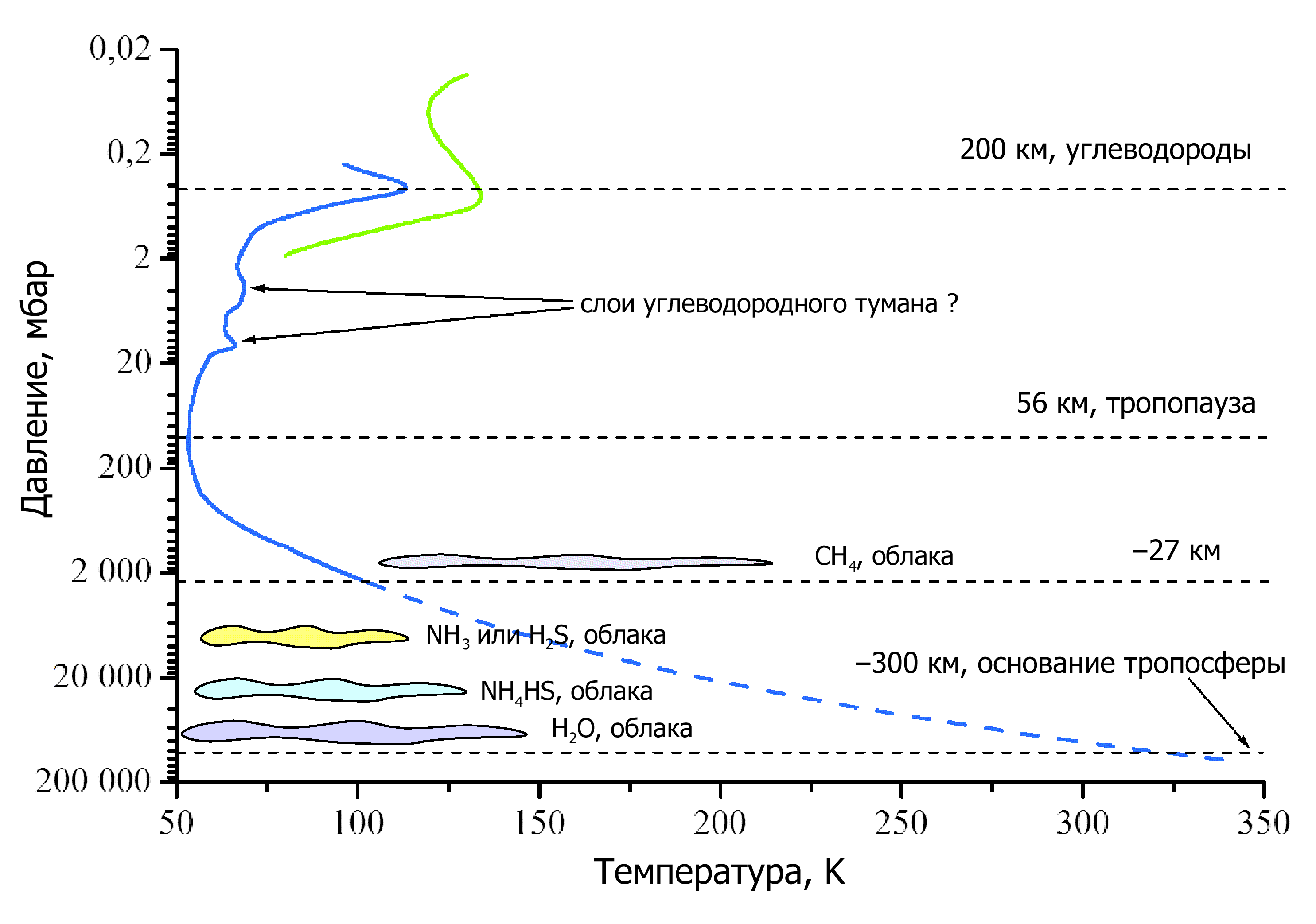
График зависимости давления от температуры на Уране

Тропосфера — самая нижняя и самая плотная часть атмосферы — характеризуется уменьшением температур с высотой. Температура падает от 320 К в самом низу тропосферы (на глубине в 300 км) до 53 К на высоте в 50 км. Температура в самой верхней части тропосферы (тропопаузе) варьирует от 57 до 49 К в зависимости от широты. Тропопауза ответственна за большую часть инфракрасного излучения (в дальней инфракрасной части спектра) планеты и позволяет определить эффективную температуру планеты (59,1 ± 0,3 K).
Тропосфера обладает сложным строением: предположительно, водные облака могут находиться в промежутке давления от 50 до 100 бар, облака гидросульфида аммония — в диапазоне 20—40 бар, облака аммиака и сероводорода — в диапазоне 3—10 бар. Метановые же облака могут быть расположены в промежутке между 1 и 2 барами. Тропосфера — очень динамичная часть атмосферы, и в ней хорошо видны сезонные изменения, облака и сильные ветры.

### Верхняя часть атмосферы
После тропопаузы начинается стратосфера, где температура не понижается, а, наоборот, увеличивается с высотой: с 53 К в тропопаузе до 800—850 К (520 °C) в основной части термосферы. Нагревание стратосферы вызвано поглощением солнечной инфракрасной и ультрафиолетовой радиации метаном и другими углеводородами, образующимися благодаря фотолизу метана. Кроме того, стратосфера нагревается также и термосферой. Углеводороды занимают относительно низкий слой от 100 до 280 км в промежутке от 10 до 0,1 миллибар и температурные границы между 75 и 170 К. Наиболее распространённые углеводороды — ацетилен и этан — составляют в этой области 10−7 относительно водорода, концентрация которого здесь близка к концентрации метана и угарного газа. У более тяжёлых углеводородов, углекислого газа и водяного пара это отношение ещё на три порядка ниже. Этан и ацетилен конденсируются в более холодной и низкой части стратосферы и тропопаузе, формируя туманы. Однако концентрация углеводородов выше этих туманов значительно меньше, чем на других планетах-гигантах.
Наиболее удалённые от поверхности части атмосферы — термосфера и корона — имеют температуру в 800—850 К, но причины такой температуры ещё непонятны. Ни солнечная ультрафиолетовая радиация (ни ближняя, ни дальняя часть ультрафиолетового спектра), ни полярные сияния не могут обеспечить нужную энергию (хотя низкая эффективность охлаждения из-за отсутствия углеводородов в верхней части стратосферы может вносить свой вклад). Кроме молекулярного водорода, термосфера содержит большое количество свободных водородных атомов. Их маленькая масса и большая температура могут помочь объяснить, почему термосфера простирается на 50 000 км (на два планетарных радиуса). Эта протяжённая корона — уникальная особенность Урана. Именно она является причиной низкого содержания пыли в его кольцах. Термосфера Урана и верхний слой стратосферы образуют ионосферу, которая находится на высотах от 2000 до 10000 км. Ионосфера Урана более плотная, чем у Сатурна и Нептуна, возможно, по причине низкой концентрации углеводородов в верхней стратосфере. Ионосфера поддерживается главным образом солнечной ультрафиолетовой радиацией и её плотность зависит от солнечной активности. Полярные сияния здесь не настолько часты и существенны, как на Юпитере и Сатурне.

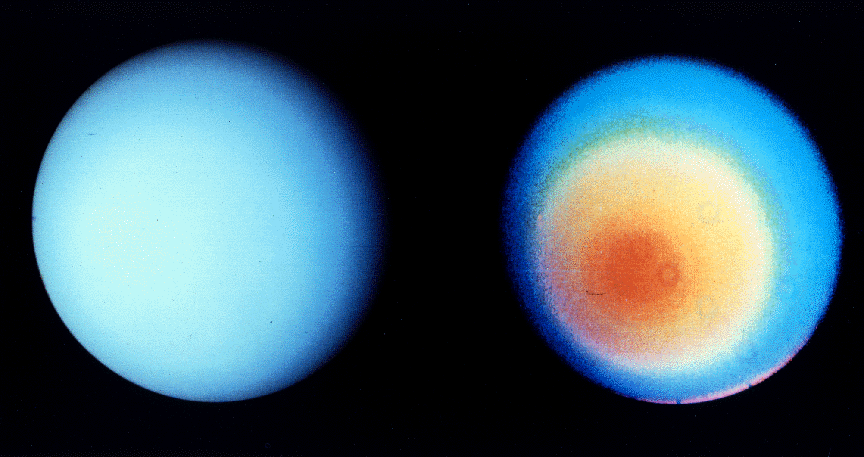
Изображение в естественных цветах (слева) и на более коротких волнах (справа), позволяющие различить облачные полосы и атмосферный «капюшон» (снимок «Вояджера-2»)

Атмосфера Урана — необычно спокойная по сравнению с атмосферами других планет-гигантов, даже по сравнению с Нептуном, который схож с Ураном и по составу, и по размерам. Когда «Вояджер-2» приблизился к Урану, то удалось заметить всего 10 полосок облаков в видимой части этой планеты. Такое спокойствие в атмосфере может быть объяснено чрезвычайно малым внутренним теплом. Оно гораздо меньше, чем у других планет-гигантов. Самая низкая температура, зарегистрированная в тропопаузе Урана, составляет 49 К (−224 °C), что делает планету самой холодной среди планет Солнечной системы — даже холоднее по сравнению с более удалёнными от Солнца Нептуном и Плутоном.

### Атмосферные образования, облака и ветра

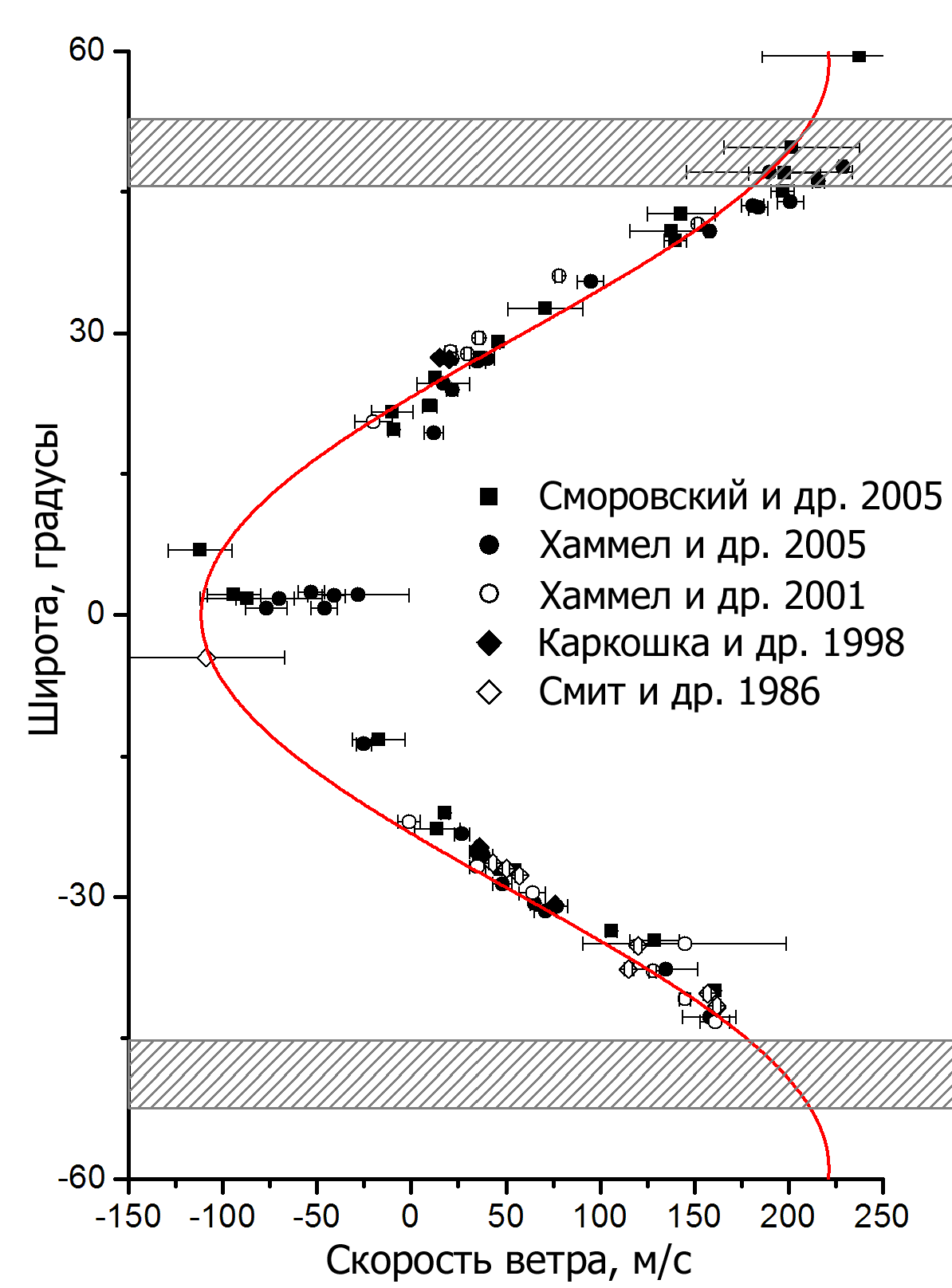
Зональные скорости облаков на Уране

Снимки, сделанные «Вояджером-2» в 1986 году, показали, что видимое южное полушарие Урана можно поделить на две области: яркий «полярный капюшон» и менее яркие экваториальные зоны. Эти зоны граничат на широте −45°. Узкая полоса в промежутке между −45° и −50°, именуемая южным «кольцом», является самой заметной особенностью полушария и видимой поверхности вообще. «Капюшон» и кольцо, как полагают, расположены в интервале давления от 1,3 до 2 бар и являются плотными облаками метана.
«Вояджер-2» приблизился к Урану во время «Южного полярного лета» и не смог зафиксировать северный полярный круг. Однако в начале XXI столетия, когда северное полушарие Урана удалось рассмотреть через космический телескоп «Хаббл» и телескопы обсерватории Кека, никакого «капюшона» или «кольца» в этой части планеты обнаружено не было. Таким образом, была отмечена очередная асимметрия в строении Урана, особенно яркого близ южного полюса и равномерно тёмного в областях к северу от «южного кольца».
Помимо крупномасштабной полосчатой структуры атмосферы, «Вояджер-2» отметил 10 маленьких ярких облачков, большая часть которых была отмечена в области нескольких градусов севернее «южного кольца»; во всех иных отношениях Уран выглядел «динамически мёртвой» планетой. Однако в 1990-х годах число зарегистрированных ярких облаков значительно выросло, причём бо́льшая их часть была обнаружена в северном полушарии планеты, которое в это время стало видимым. Первое объяснение этого (светлые облака легче заметить в северном полушарии, нежели в более ярком южном) не подтвердилось. В структуре облаков двух полушарий имеются различия: северные облака меньшие, более яркие и более чёткие. Судя по всему, они расположены на большей высоте. Время жизни облаков бывает самое разное — некоторые из замеченных облаков не просуществовали и нескольких часов, в то время как минимум одно из южных сохранилось с момента пролёта около Урана «Вояджера-2». Недавние наблюдения Нептуна и Урана показали, что между облаками этих планет есть и много схожего. Хотя погода на Уране более спокойная, на нём, так же как и на Нептуне, были отмечены «тёмные пятна» (атмосферные вихри) — в 2006 году впервые в его атмосфере был замечен и сфотографирован вихрь.

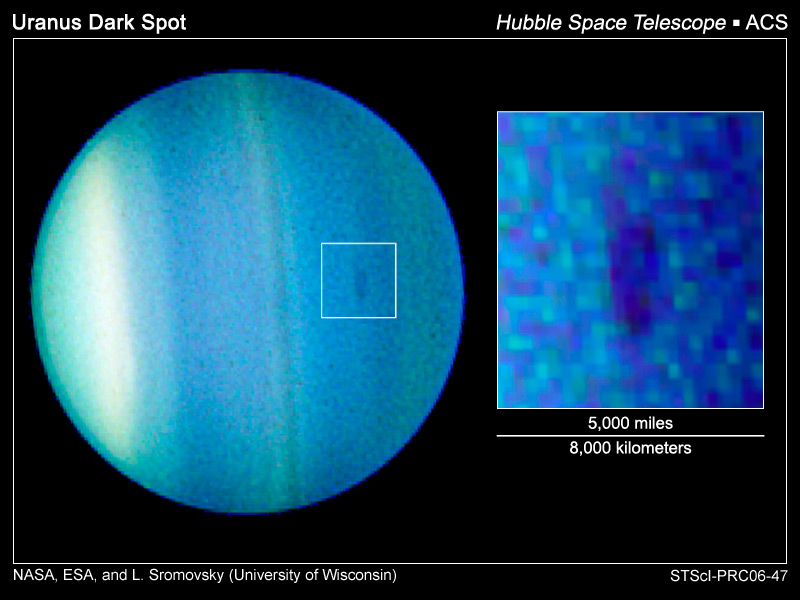
Первый атмосферный вихрь, замеченный на Уране. Снимок получен «Хабблом»

 Отслеживание различных облаков позволило определить зональные ветры, дующие в верхней тропосфере Урана. На экваторе ветры являются ретроградными, то есть дуют в обратном по отношению к вращению планеты направлении, и их скорости (так как движение обратно вращению) составляют −100 и −50 м/с. Скорости ветров стремятся к нулю с увеличением расстояния от экватора вплоть до широты ± 20°, где ветра почти нет. Ветра начинают дуть в направлении вращения планеты вплоть до полюсов. Скорости ветров начинают расти, достигая своего максимума в широтах ±60° и падая практически до нуля на полюсах. Скорость ветра на широте в −40° колеблется от 150 до 200 м/с, а дальше наблюдениям мешает «Южное кольцо», своей яркостью затеняющее облака и не позволяющее вычислить скорость ветра ближе к южному полюсу. Максимальная же скорость ветра, замеченная на планете, была зарегистрирована на северном полушарии на широте +50° и равняется более чем 240 м/с.

### Сезонные изменения

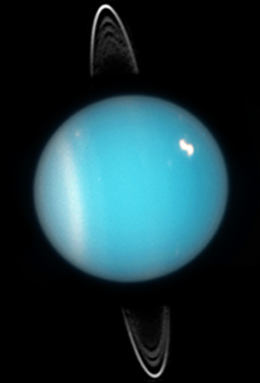
Уран. 2005 год. Видно «южное кольцо» и яркое облачко на севере

В течение короткого периода с марта по май 2004 года в атмосфере Урана было замечено более активное появление облаков, почти как на Нептуне. Наблюдения зарегистрировали скорость ветра до 229 м/с (824 км/ч) и постоянную грозу, названную «фейерверком четвёртого июля». 23 августа 2006 года Институт исследования космического пространства (Боулдер, штат Колорадо, США) и Университет Висконсина наблюдали тёмное пятно на поверхности Урана, что позволило расширить знания о смене времён года на этой планете. Почему происходит такое повышение активности, точно неизвестно — возможно, «экстремальный» наклон оси Урана приводит к «экстремальным» же сменам сезонов. Определение сезонных вариаций Урана остаётся лишь делом времени, ведь первые качественные сведения о его атмосфере были получены менее чем 84 года назад («уранианский год» длится 84 земных года). Фотометрия, начатая примерно половину уранианского года назад (в 1950-е годы), показала вариации яркости планеты в двух диапазонах: с максимумами, приходящимися на периоды солнцестояний, и минимумами во время равноденствий. Подобная периодическая вариация была отмечена благодаря микроволновым измерениям тропосферы, начатым в 1960-е годы. Стратосферные температурные измерения, появившиеся в 1970-е годы, также позволили выявить максимумы во время солнцестояний (в частности, в 1986 году). Большинство этих изменений предположительно происходит из-за асимметрии планеты.
Тем не менее, как показывают исследования, сезонные изменения на Уране не всегда зависят от факторов, указанных выше. В период своего предыдущего «северного солнцестояния» в 1944 году у Урана поднялся уровень яркости в области северного полушария — это показало, что оно не всегда было тусклым. Видимый, обращённый к Солнцу полюс во время солнцестояния набирает яркость и после равноденствия стремительно темнеет. Детальный анализ визуальных и микроволновых измерений показал, что увеличение яркости не всегда происходит во время солнцестояния. Также происходят изменения в меридианном альбедо. Наконец, в 1990-е годы, когда Уран покинул точку солнцестояния, благодаря космическому телескопу «Хаббл» удалось заметить, что южное полушарие начало заметно темнеть, а северное — становиться ярче, в нём увеличивалась скорость ветров и становилось больше облаков, но прослеживалась тенденция к прояснению.
Механизм, управляющий сезонными изменениями, всё ещё недостаточно изучен. Около летних и зимних солнцестояний оба полушария Урана находятся либо под солнечным светом, либо под тьмой открытого космоса. Прояснения освещённых солнцем участков, как предполагают, происходят из-за локального утолщения тумана и облаков метана в слоях тропосферы. Яркое кольцо на широте в −45° также связано с облаками метана. Другие изменения в южной полярной области могут объясняться изменениями в более низких слоях. Вариации изменения интенсивности микроволнового излучения с планеты, по всей видимости, вызваны изменениями в глубинной тропосферной циркуляции, потому что толстые полярные облака и туманы могут помешать конвекции. Когда близится день осеннего равноденствия, движущие силы меняются, и конвекция может протекать снова.

## Формирование Урана
Имеется много аргументов в пользу того, что отличия между ледяными и газовыми гигантами зародились ещё при формировании Солнечной системы. Как полагают, Солнечная система сформировалась из гигантского вращающегося шара, состоящего из газа и пыли и известного как Протосолнечная туманность. Потом шар уплотнился, и сформировался диск с Солнцем в центре. Бо́льшая часть водорода с гелием пошла на формирование Солнца. А частицы пыли стали собираться вместе, чтобы впоследствии сформировать протопланеты. По мере роста планет некоторые из них обзавелись достаточно сильным гравитационным полем, чтобы сконцентрировать вокруг себя остаточный газ. Они продолжали набирать газ до тех пор, пока не достигали предела, и росли по экспоненте. Ледяным же гигантам удалось набрать значительно меньше газа — всего несколько масс Земли. Таким образом, их масса не достигала этого предела. Современные теории формирования Солнечной системы имеют некоторые трудности в объяснениях формирования Урана и Нептуна. Эти планеты слишком крупные для расстояния, на котором они находятся от Солнца. Возможно, ранее они были ближе к Солнцу, но потом каким-то образом поменяли орбиты. Впрочем, новые методы планетарного моделирования показывают, что Уран и Нептун действительно могли сформироваться на своём нынешнем месте, и, таким образом, их настоящие размеры согласно этим моделям не являются помехой в теории происхождения Солнечной системы.

## Спутники

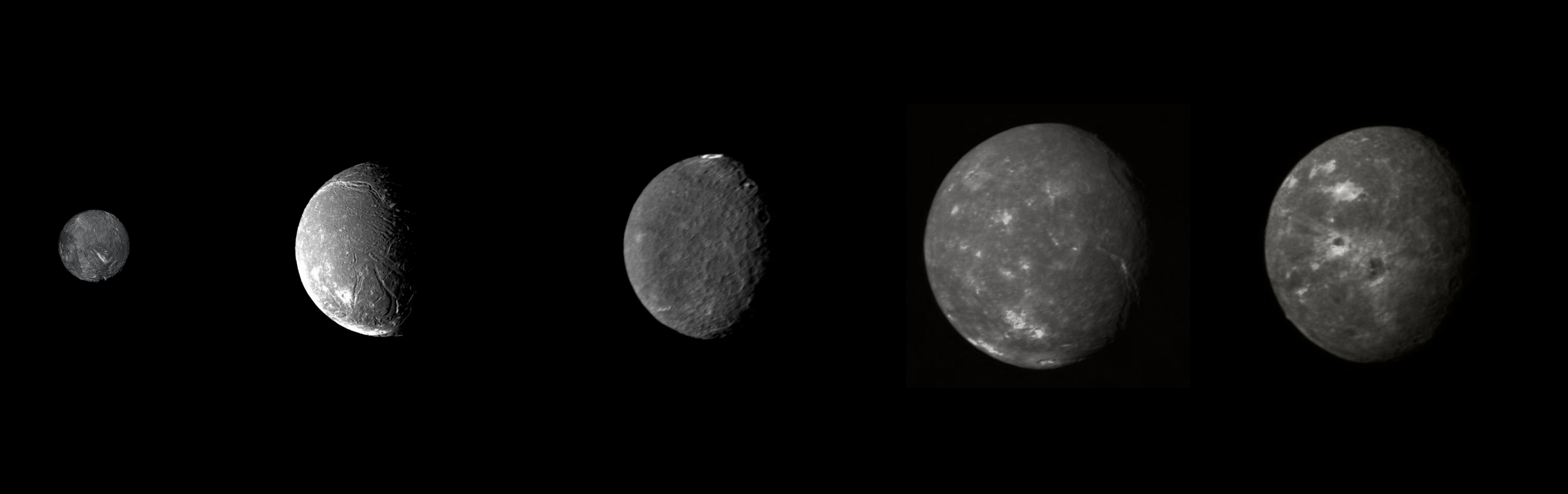
Наиболее крупные спутники Урана. Слева направо: Миранда, Ариэль, Умбриэль, Титания, Оберон

В системе Урана открыто 28 естественных спутников. Названия для них выбраны по именам персонажей произведений Уильяма Шекспира и Александра Поупа. Можно выделить пять основных самых крупных спутников: это Миранда, Ариэль, Умбриэль, Титания и Оберон. Спутниковая система Урана наименее массивна среди спутниковых систем газовых гигантов. Даже суммарная масса всех этих пяти спутников не составит и половины массы Тритона, спутника Нептуна. Наибольший из спутников Урана, Титания, имеет радиус всего в 788,9 км, что менее половины радиуса земной Луны, хотя и больше, чем у Реи — второго по величине спутника Сатурна. У всех лун относительно низкие альбедо — от 0,20 у Умбриэля до 0,35 у Ариэля. Луны Урана состоят изо льда и горных пород в соотношении примерно 50 на 50. Лёд может включать в себя аммиак и углекислый газ. Среди спутников у Ариэля, судя по всему, самая молодая поверхность: на нём меньше всего кратеров. Поверхность Умбриэля, судя по степени кратерированности, скорее всего, самая старая. На Миранде имеются каньоны до 20 километров глубиной, террасы и хаотичный ландшафт. Одна из теорий объясняет это тем, что когда-то Миранда столкнулась с неким небесным телом и развалилась на части, а потом «собралась» силами притяжения снова.

## Исследование Урана

### Хронология открытий
| Дата            | Открытие                          | Первооткрыватель(и)                                              |
| --------------- | --------------------------------- | ---------------------------------------------------------------- |
| 13 марта 1781   | Уран                              | Уильям Гершель                                                   |
| 11 января 1787  | Титания и Оберон                  | Уильям Гершель                                                   |
| 22 февраля 1789 | Гершель упоминает о кольцах Урана | Уильям Гершель                                                   |
| 24 октября 1851 | Ариэль и Умбриэль                 | Уильям Лассел                                                    |
| 16 февраля 1948 | Миранда                           | Койпер                                                           |
| 10 марта 1979   | Система колец Урана               | открыта группой исследователей                                   |
| 30 декабря 1985 | Пак                               | Синнот и станция «Вояджер-2»                                     |
| 3 января 1986   | Джульетта и Порция                | Синнот и станция «Вояджер-2»                                     |
| 9 января 1986   | Крессида                          | Синнот и станция «Вояджер-2»                                     |
| 13 января 1986  | Дездемона, Розалинда и Белинда    | Синнот и станция «Вояджер-2»                                     |
| 20 января 1986  | Корделия и Офелия                 | Террил и Вояджер-2                                               |
| 23 января 1986  | Бианка                            | Смит и станция «Вояджер-2»                                       |
| 6 сентября 1997 | Калибан и Сикоракса               | открыты группой исследователей                                   |
| 18 мая 1999     | Пердита                           | Каркошка и станция «Вояджер-2» (по снимкам от 18 января 1986 г.) |
| 18 июля 1999    | Сетебос, Стефано и Просперо       | открыты группой исследователей                                   |
| 13 августа 2001 | Тринкуло, Фердинанд и Франциско   | открыты группой исследователей                                   |
| 25 августа 2003 | Маб и Купидон                     | Шоуолтер и Лизёр                                                 |
| 29 августа 2003 | Маргарита                         | Шеппард и Джуитт                                                 |
| 23 августа 2006 | Тёмное пятно Урана                | Космический телескоп им. Хаббла и группа исследователей          |

### Исследование автоматическими межпланетными станциями

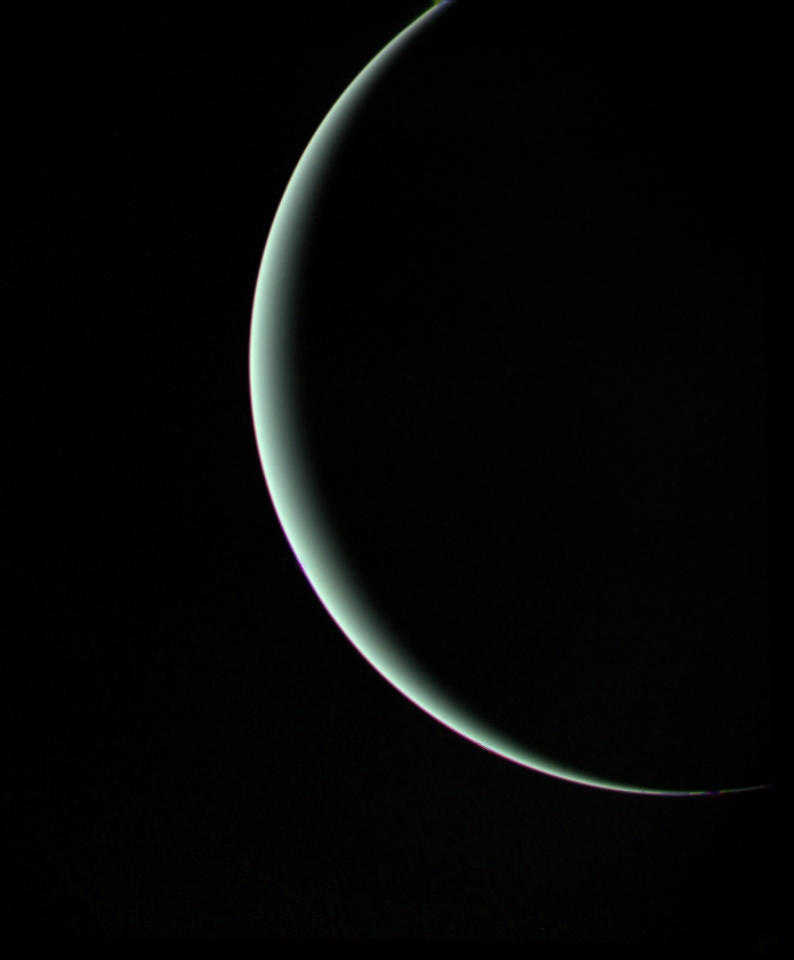
Фото Урана, сделанное «Вояджером-2» во время «отбытия» к Нептуну

В 1986 году космический аппарат НАСА «Вояджер-2» по пролётной траектории пересёк орбиту Урана и прошёл в 81 500 км от поверхности планеты. Это единственное в истории космонавтики посещение окрестностей Урана. «Вояджер-2» стартовал в 1977 году, до пролёта мимо Урана провёл исследования Юпитера и Сатурна (а позднее — и Нептуна). Аппарат провёл изучение структуры и состава атмосферы Урана, обнаружил 10 новых спутников, изучил уникальные погодные условия, вызванные осевым креном в 97,77°, и исследовал систему колец. Также было исследовано магнитное поле и строение магнитосферы и, в особенности, «магнитного хвоста», вызванного поперечным вращением. Было обнаружено 2 новых кольца и сфотографированы 5 самых крупных спутников. Китайское космическое агентство планирует запуск в 2029 году миссии «Тяньвэнь-4», одной из задач которой изначально являлось исследование Урана с пролётной траектории, однако впоследствии зонд к Урану был исключён в пользу посадочного аппарата на спутник Юпитера Каллисто.

## В культуре
Уже через 3 года после открытия Уран стал местом действия сатирического памфлета. С тех пор в сюжетную линию своих научно-фантастических произведений его включали Стенли Вейнбаум, Рэмси Кэмпбелл, Ларри Нивен, Сергей Павлов, Георгий Гуревич и другие. Уран был выбран в качестве места действия фильма «Путешествие к седьмой планете», а также отдельных эпизодов сериалов «Космический патруль» и «Генеральный план далеков» (эпизод телесериала «Доктор Кто»). Также планета упоминается в нескольких комиксах, аниме и компьютерных играх.
В астрологии Уран (символ — ) считается управителем знака Водолея. См. Уран в астрологии.